# Elihino Corona
L'Elihino Corona è una struttura geologica della superficie di Venere.